# Henry Frederick, prins av Wales
Henry Frederick, prins av Wales, född 19 februari 1594, död 6 november 1612, var en skotsk och engelsk prins, son till Jakob I av England och dennes hustru Anne av Danmark. 
Han uppkallades efter sin farfar Henry Stuart, Lord Darnley och morfar Fredrik II av Danmark. Henry Frederick var väldigt populär och när han dog som 18-åring i tyfus så sågs det som en nationell tragedi. Hans titlar gick över till hans yngre bror (senare Karl I av England) som tidigare levt helt i skuggan av honom.